# 曼泰加什
40°24′N 7°32′W / 40.400°N 7.533°W
曼泰加什（葡萄牙語：Manteigas），是葡萄牙的城鎮，位於該國中北部，由瓜達區負責管轄，始建於1188年，面積121.98平方公里，2011年人口3,430，該城鎮人口密度每平方公里28.12人。